# Anodoration tantillum
Anodoration tantillum is een spinnensoort uit de familie hangmatspinnen (Linyphiidae). De soort komt voor in Brazilië.